# Grantia arctica
Grantia arctica är en svampdjursart som först beskrevs av Ernst Haeckel 1872.  Grantia arctica ingår i släktet Grantia och familjen Grantiidae. Inga underarter finns listade i Catalogue of Life.